# جورج إدواردز
جورج إدواردز (بالإنجليزية: George Edwards)‏ (و. 1694 – 1773 م) هو أحيائي، وعالم طيور، وعالم حشرات، من المملكة المتحدة، كان عضوًا في الجمعية الملكية، توفي في لندن، عن عمر يناهز 79 عاماً.

## جوائز
حصل على جوائز منها:
- وسام كوبلي (1750).